# Capparaceae
Famille
Classification APG II (2003)
Classification APG III (2009)
La famille des Capparaceae (Capparacées ou Capparidacées) regroupe des plantes dicotylédones. Ce sont des arbres, des arbustes, des lianes et parfois des plantes herbacées, souvent adaptés aux zones arides, des régions tempérées à tropicales. C'est une famille largement répandue.

## Étymologie
Le nom vient du genre type Capparis, dérivé du grec κάππαρης  / kapparis, câpre, nom classique du câprier, que ce soit la plante elle-même, ses boutons floraux ou ses fruits. Le non correct de cette famille est bien « Capparaceae » et non « Capparidaceae » comme c’est souvent orthographié, notamment dans la Flore de Fournier.
Selon Fournier ce mot viendrait de l’arabe كَبَرْ (kabar).

## Classification
La classification classique de Cronquist (1981) situe cette famille dans l'ordre des Capparales.
La classification phylogénétique APG II (2003) n'accepte pas cette famille et inclut les plantes concernées dans celle des Brassicacées.
Mais à la suite d'études moléculaires,, le Angiosperm Phylogeny Website [22 août 2006] accepte cette famille (et aussi les Cléomacées) et la situe dans l'ordre des Brassicales.
La classification phylogénétique APG III (2009) confirme ce choix en acceptant cette famille.
La classification phylogénétique APG IV (2016) transfère les genres Borthwickia, Forchhammeria, Stixis et Tirania, auparavant tous dans les Capparaceae, vers les Resedaceae (Brassicales).

## Liste des genres
Selon Angiosperm Phylogeny Website (15 juin 2010) :
- Apophyllum F.Muell.
- Atamisquea Hooker & Arnott
- Bachmannia Pax
- Beautempsia Gaudich.
- Belencita H.Karst.
- Borthwickia W. W. Smith
- Buchholzia Engl.
- Buhsia Bunge
- Cadaba Forssk.
- Capparis L.
- Cladostemon A. Braun & Vatke
- Crateva L.
- Cristatella Nutt.
- Dhofaria A. G. Mill.
- Euadenia Oliv.
- Maerua Forssk.
- Morisonia L.
- Neothorelia Gagnep.
- Niebuhria DC.
- Poilanedora Gagnep.
- Puccionia Chiov.
- Ritchiea G. Don
- Steriphoma Spreng.
- Thilachium Lour.
- Wislizenia Engelm.

Selon NCBI (22 mars 2010) :
- Apophyllum
- Boscia
- Buchholzia
- Capparis
- Crateva
- Dactylaena
- Dipterygium
- Euadenia
- Maerua
- Morisonia
- Ritchiea
- Steriphoma
- Thylachium
- Tirania

(NCBI (22 mars 2010) place Atamisquea, Belencita, Cadaba dans Brassicaceae)
Selon DELTA Angio (22 mars 2010) :
- Apophyllum
- Bachmannia
- Belencita
- Borthwickia
- Boscia
- Buchholzia
- Cadaba
- Capparis
- Cladostemon
- Crateva
- Dactylaena
- Dipterygium (ou peut-être dans Cruciferae)
- Euadenia
- Forchhammeria
- Maerua
- Morisonia
- Neothorelia
- Podandrogyne
- Poilanedora (avec incertitude)
- Puccionia (ou peut-être dans Cruciferae)
- Ritchiea
- Steriphoma
- Stixis
- Thilachium
- Tirania

Selon ITIS (22 mars 2010) :
- Atamisquea Miers ex Hook. & Arn.
- Boscia Lam.
- Cadaba Forsskal
- Capparis L.
- Cleome L.
- Cleomella DC.
- Crateva L.
- Forchhammeria Standl.
- Isomeris
- Koeberlinia Zucc.
- Morisonia L.
- Oxystylis Torr. & Frém.
- Polanisia Raf.
- Wislizenia Engelm.

Au genre Capparis appartient le câprier (Capparis spinosa), un petit arbre méditerranéen dont les boutons floraux, conservés dans le vinaigre, sont utilisés comme condiments. Ce sont les câpres.